# K-pop (singolo)
K-pop è un singolo del rapper statunitense Travis Scott, del rapper portoricano Bad Bunny e del cantante canadese The Weeknd, pubblicato il 21 luglio 2023 come primo estratto dal quarto album in studio di Scott Utopia.

## Descrizione
Il brano è stato scritto e composto dai tre interpreti con i produttori Illangelo, BNYX di Working on Dying, Boi-1da e Jahaan Sweet e il co-produttore DVLP. Il brano vede per la terza volta Scott collaborare con Bad Bunny e per la sesta volta con The Weeknd.

## Accoglienza
La collaborazione ha ottenuto recensioni generalmente negative da parte della critica musicale internazionale, che ne ha criticato la produzione e la volontà di realizzare un brano con intento commerciale.
Mike DeStefano, Ben Felderstein e Stefan Breskin dei Complex l'hanno considerata la canzone più debole di Utopia. Alphonse Pierre di Pitchfork ha ritenuto che la canzone fosse «un piano diabolicamente stupido per creare la canzone più popolare al mondo», criticando il suo ritmo «senza salsa» e il titolo che «presumibilmente non è un riferimento al genere pop coreano per ottenere clic extra». Scrivendo per HipHopDX, Vivian Medithi ha descritto K-pop come un duetto «perfettamente adeguato» tra Scott e Bad Bunny a cui è stato «aggiunto un interminabile verso di The Weeknd, solo per assicurarsi che i numeri in streaming fossero buoni quanto la copertina inspiegabilmente giapponese».
Per la critica italiana Michele Boroni di Rockol definisce il brano «un pezzo vuoto» paragonandolo ai «tormentoni estivi di Fedez & co che guidano le classifiche». Antonio Silvestri di Ondarock descrive il brano con il termine «incolore» e musicalmente «un frullato di suoni di moda».

## Video musicale
Il video musicale, diretto dallo stesso Scott, è stato pubblicato il 21 luglio 2023. Il video vede la presenza dei tre artisti e cameo di Matthew Williams, Pharrell Williams e SZA.

## Tracce
Testi e musiche di Travis Scott, Bad Bunny, The Weeknd, BNYX, Boi-1da, Illangelo, Jahaan Sweet e DVLP.
CD, download digitale – 1ª versione
1. K-pop – 3:05

Download digitale – 2ª versione
1. K-pop – 3:05
2. K-pop (Chopped & Screwed) – 4:33
3. K-pop (Instrumental) – 3:05
4. K-pop (Sped Up) – 2:25

12"
- Lato A

1. K-pop – 3:05

- Lato B

1. K-pop (Clean Edit) – 3:05
2. K-pop (Instrumental) – 3:05

## Successo commerciale
Negli Stati Uniti K-pop ha esordito alla posizione numero sette della Billboard Hot 100, diventando il 12° singolo di Scott e il primo come artista principale dal singolo Franchise del 2020 ad apparire tra le prime dieci posizioni della classifica. È inoltre diventata la 2ª canzone di Bad Bunny tra le prime dieci della Hot 100 del 2023 e l'11ª della sua carriera e la 3ª di The Weeknd nel 2023, oltre che la 17ª in assoluto. La canzone ha anche raggiunto la seconda posizione della Hot R&B/Hip-Hop Songs, diventando la 21ª canzone di Scott, la 2ª di Bad Bunny e la 24ª di The Weeknd a comparire tra le prime dieci posizioni della classifica.

## Classifiche
| Classifica (2023)     | Posizione massima |
| --------------------- | ----------------- |
| Australia             | 22                |
| Austria               | 27                |
| Canada                | 14                |
| Danimarca             | 25                |
| Finlandia             | 47                |
| Francia               | 20                |
| Germania              | 22                |
| Grecia                | 3                 |
| Irlanda               | 30                |
| Islanda               | 17                |
| Israele               | 63                |
| Italia                | 20                |
| Libano                | 19                |
| Lituania              | 34                |
| Lussemburgo           | 2                 |
| Medio Oriente         | 18                |
| Norvegia              | 22                |
| Nuova Zelanda         | 27                |
| Paesi Bassi           | 49                |
| Polonia               | 17                |
| Portogallo            | 7                 |
| Regno Unito           | 24                |
| Repubblica Ceca       | 36                |
| Repubblica Dominicana | 25                |
| Slovacchia            | 13                |
| Spagna                | 24                |
| Stati Uniti           | 7                 |
| Svezia                | 26                |
| Svizzera              | 3                 |
| Ungheria              | 31                |